# 河野鉎次郎
河野 鉎次郎（こうの せいじろう、1873年（明治6年）9月12日 - 没年不明）は、大日本帝国陸軍軍人。最終階級は陸軍少将。位階勲等は従四位勲三等功五級。

## 経歴・人物
鹿児島県出身。鹿児島高等中学造士館予科卒業、1896年（明治29年）陸軍士官学校第7期卒業。
1919年（大正8年）4月に陸軍歩兵大佐・歩兵第24連隊長を経て、1923年（大正12年）8月6日に陸軍少将に昇進と同時に待命、翌月の9月1日に予備役に編入した。
退役後は鹿児島市会議員となり、副議長を歴任した。